# Metallyra nigra
Metallyra nigra là một loài bọ cánh cứng trong họ Cerambycidae.